# Space Invaders
Space Invaders је аркадна игра коју је развио јапански програмер Томохиро Нишикадо и која је издата 1978. године. У почетку је игру дистрибуирала компанија Таито из Јапану. Ова игра представља једну од првих пуцачких видео-игара, а циљ је поразити таласе ванземаљаца и освојити што више поена. Иако у односу на данашње стандарде видео-игара ова игра графички изгледа једноставно, она је била изузетно популарна и значајно је допринела да се индустрија видео-игара развије на глобалном нивоу. О популарности игре речито сведочи чињеница да је у време када се појавила изазвала несташицу кованица од 100 јена у Јапану.

## Razrada
Space Invaders je razvio japanski dizajner Tomohiro Nišikado, koji je proveo godinu dana razvijajući igru i potrebnu opremu za njenu proizvodnju. Igra je bila odgovor na arkadnu igru Atari Breakout (1976).
Rani projekti neprijatelja za igru uključivali su tenkove, borbene avione i linijske brodove. Nišikado, međutim, nije bio zadovoljan kretanjem neprijatelja; tehnička ograničenja otežala su simulaciju leta. Bilo bi lakše imitirati ljude, ali dizajner je smatrao da je nemoralno snimati ih. Nakon pojave u Japanu anime Svemirski linejski brod Iamato" 1974.godine i gledanja članka u časopisu о Ratovima zvezda (1977), on je razmišljao o upotrebi svemirske tematike. Nišikado je crpeo inspiraciju za stvaranje vanzemaljaca iz romana H. G. Vellsa „Rat svetova“; i stvorio originalne rasterske slike vanzemaljaca nalik hobotnicama. Druge vanzemaljske konstrukcije su napravljene po obrascu lignja i rakova.
Nišikado je razvio sopstveni hardver i razvojne alate za igru. Igra koristi centralni procesor Intel 8080 (CPU), rasterska grafika se prikazuje na CRT monitoru pomoću rasterskog framebuffer-a i koristi mono zvuk podržan kombinacijom analognih kola i zvučnog čipa.